# Поліщук Петро Павлович
Петро Павлович Поліщук (10 липня 1948, село Таращанка Новоград-Волинського району Житомирської області — 30 липня 2017, місто Бердичів Житомирської області) — український радянський діяч, секретар Житомирського обласного комітету КПУ, 1-й секретар Бердичівського міського комітету КПУ Житомирської області.

## Біографія
Освіта вища. Закінчив Київський технологічний інститут харчової промисловості.
Член КПРС.
Працював на радянській та партійній роботі в місті Бердичеві Житомирської області.
На 1983 — квітень 1987 року — 1-й секретар Бердичівського міського комітету КПУ Житомирської області.
11 квітня 1987 — серпень 1991 року — секретар Житомирського обласного комітету КПУ — завідувач соціально-економічного відділу Житомирського обласного комітету КПУ.
З 1990-х років працював на відповідальній роботі в НАК «Нафтогаз України»: директор департаменту по роботі з персоналом, начальник управління моніторингу з реалізації газу та нафтопродуктів НАК «Нафтогаз України». З 13 грудня 2006 по 5 квітня 2014 року — член правління Національної акціонерної компанії «Нафтогаз України». Голова наглядової ради ПАТ по газопостачанню та газифікації «Коростишівгаз» Житомирської області.
Помер 30 липня 2017 року. Похований 1 серпня 2017 року в місті Бердичеві.

## Нагороди та відзнаки
Неодноразово був нагороджений почесними грамотами та відзнаками І, ІІ, ІІІ ступенів НАК «Нафтогаз України», грамотами Президії Центральної ради профспілки працівників нафтової і газової промисловості України. У 2005 році нагороджений почесною грамотою 
Верховної Ради України, у 2007 році — почесною грамотою Кабінету Міністрів України. У 2011 році Петро Поліщук отримав почесну відзнаку «Ветеран НАК «Нафтогаз України», а 2008 році — орден міста Бердичева «За заслуги». Заслужений працівник промисловості України.